# Tjeerd Boersma
Tjeerd Boersma   (Amsterdam, 22 de febrer de 1915 - Graz, 3 de juny de 1985) fou un atleta neerlandès, especialista en curses de velocitat, que va competir durant la dècada de 1930.
El 1936 va prendre part en els Jocs Olímpics d'Estiu de Berlín, on fou eliminat en sèries de la cursa dels 4x100 metres relleus del programa d'atletisme.
En el seu palmarès destaca una medalla de bronze en els 4x100 metres relleus del Campionat d'Europa d'atletisme de 1934 i diversos rècords nacionals de la prova curta de relleus.

## Millors marques
- 100 metres. 10.7" (1937)
- 200 metres. 22.0" (1937)[1]